# Prix Somerset-Maugham
Le prix Somerset-Maugham est un prix littéraire britannique remis au mois de mai de chaque année par la Society of Authors. Il est décerné à un écrivain (ou des écrivains), de moins de 35 ans, considéré comme le meilleur parmi ses pairs, pour un ouvrage publié l'année précédente. Le prix, créé par William Somerset Maugham en 1947, est assorti d'une bourse de 6 000 livres sterling par lauréat. Cette somme est destinée à permettre au récipiendaire de voyager à l'extérieur du pays. Le montant total versé à chaque année est de 12 000 livres.
Depuis 1964, le prix a souvent été remis à plusieurs écrivains chaque année. En 1975, il n'a pas été attribué.

## Liste des lauréats
| Année | Écrivain               | Livre                                                                                                   |
| ----- | ---------------------- | --- |
| 1947  | A. L. Barker           | Innocents                                                                                               |
| 1948  | P. H. Newby            | Journey to the Interior                                                                                 |
| 1949  | Hamish Henderson       | Elegies for the Dead in Cyrenaica                                                                       |
| 1950  | Nigel Kneale           | Tomato Cain & Other Stories                                                                             |
| 1951  | Roland Camberton       | Scamp                                                                                                   |
| 1952  | Francis King           | The Dividing Stream                                                                                     |
| 1953  | Emyr Humphreys         | Hear and Forgive                                                                                        |
| 1954  | Doris Lessing          | Five Short Novels                                                                                       |
| 1955  | Kingsley Amis          | Lucky Jim (voir Sept Jours de malheur)                                                                  |
| 1956  | Elizabeth Jennings     | A Way of Looking                                                                                        |
| 1957  | George Lamming         | In the Castle of My Skin                                                                                |
| 1958  | John Wain              | Preliminary Essays                                                                                      |
| 1959  | Thom Gunn              | A Sense Of Movement                                                                                     |
| 1960  | Ted Hughes             | The Hawk in the Rain                                                                                    |
| 1961  | V. S. Naipaul          | Miguel Street                                                                                           |
| 1962  | Hugh Thomas            | The Spanish Civil War                                                                                   |
| 1963  | David Storey           | Flight Into Camden                                                                                      |
| 1964  | Dan Jacobson           | Time of Arrival                                                                                         |
| 1964  | John le Carré          | L'Espion qui venait du froid                                                                            |
| 1965  | Peter Everett          | Negatives                                                                                               |
| 1966  | Michael Frayn          | The Tin Men                                                                                             |
| 1966  | Julian Mitchell        | The White Father                                                                                        |
| 1967  | B. S. Johnson          | Trawl                                                                                                   |
| 1967  | Andrew Sinclair        | The Better Half                                                                                         |
| 1968  | Paul Bailey            | At The Jerusalem                                                                                        |
| 1968  | Seamus Heaney          | Death of a Naturalist                                                                                   |
| 1969  | Angela Carter          | Several Perceptions                                                                                     |
| 1970  | Jane Gaskell           | A Sweet Sweet Summer                                                                                    |
| 1970  | Piers Paul Read        | Monk Dawson                                                                                             |
| 1971  | Susan Hill             | I'm the King of the Castle                                                                              |
| 1971  | Richard Barber         | The Knight and Chivalry                                                                                 |
| 1971  | Michael Hastings       | Tussy Is Me                                                                                             |
| 1972  | Douglas Dunn           | Terry Street                                                                                            |
| 1972  | Gillian Tindall        | Fly Away Home                                                                                           |
| 1973  | Peter Prince           | Play Things                                                                                             |
| 1973  | Paul Strathern         | A Season in Abyssinia                                                                                   |
| 1973  | Jonathan Street        | Prudence Dictates                                                                                       |
| 1974  | Martin Amis            | The Rachel Papers                                                                                       |
| 1975  | Prix non remis         | Prix non remis                                                                                          |
| 1976  | Dominic Cooper         | The Dead of Winter                                                                                      |
| 1976  | Ian McEwan             | First Love, Last Rites                                                                                  |
| 1977  | Richard Holmes         | Shelley: The Pursuit                                                                                    |
| 1978  | Tom Paulin             | A State of Justice                                                                                      |
| 1978  | Nigel Williams         | My Life Closed Twice                                                                                    |
| 1979  | Helen Hodgman          | Jack & Jill                                                                                             |
| 1979  | Sara Maitland          | Daughter of Jerusalem                                                                                   |
| 1980  | Max Hastings           | Bomber Command                                                                                          |
| 1980  | Christopher Reid       | Arcadia                                                                                                 |
| 1980  | Humphrey Carpenter     | The Inklings                                                                                            |
| 1981  | Julian Barnes          | Metroland                                                                                               |
| 1981  | Clive Sinclair         | Hearts of Gold                                                                                          |
| 1981  | A. N. Wilson           | The Healing Art                                                                                         |
| 1982  | William Boyd           | A Good Man in Africa                                                                                    |
| 1982  | Adam Mars-Jones        | Lantern Lecture                                                                                         |
| 1983  | Lisa St Aubin de Terán | Keepers of the House                                                                                    |
| 1984  | Peter Ackroyd          | The Last Testament of Oscar Wilde                                                                       |
| 1984  | Timothy Garton Ash     | The Polish Revolution: Solidarity                                                                       |
| 1984  | Sean O'Brien           | The Indoor Park                                                                                         |
| 1985  | Blake Morrison         | Dark Glasses                                                                                            |
| 1985  | Jeremy Reed            | By the Fisheries                                                                                        |
| 1985  | Jane Rogers            | Her Living Image                                                                                        |
| 1986  | Patricia Ferguson      | Family Myths and Legends                                                                                |
| 1986  | Adam Nicolson          | Frontiers                                                                                               |
| 1986  | Tim Parks              | Tongues of Flame                                                                                        |
| 1987  | Stephen Gregory        | The Cormorant                                                                                           |
| 1987  | Janni Howker           | Isaac Campion                                                                                           |
| 1987  | Andrew Motion          | The Lamberts                                                                                            |
| 1988  | Jimmy Burns            | The Land That Lost Its Heroes                                                                           |
| 1988  | Carol Ann Duffy        | Selling Manhattan                                                                                       |
| 1988  | Matthew Kneale         | Whore Banquets                                                                                          |
| 1989  | Rupert Christiansen    | Romantic Affinities                                                                                     |
| 1989  | Alan Hollinghurst      | The Swimming Pool Library                                                                               |
| 1989  | Deirdre Madden         | The Birds of the Innocent Wood                                                                          |
| 1990  | Mark Hudson            | Our Grandmothers' Drums                                                                                 |
| 1990  | Sam North              | The Automatic Man                                                                                       |
| 1990  | Nicholas Shakespeare   | The Vision of Elena Silves                                                                              |
| 1991  | Peter Benson           | The Other Occupant                                                                                      |
| 1991  | Lesley Glaister        | Honour Thy Father                                                                                       |
| 1991  | Helen Simpson          | Four Bare Legs in a Bed                                                                                 |
| 1992  | Geoff Dyer             | But Beautiful: A Book About Jazz                                                                        |
| 1992  | Lawrence Norfolk       | Lemprière's Dictionary                                                                                  |
| 1992  | Gerard Woodward        | Householder                                                                                             |
| 1993  | Dea Birkett            | Jella                                                                                                   |
| 1993  | Duncan McLean          | Bucket of Tongues                                                                                       |
| 1993  | Glyn Maxwell           | Out of the Rain                                                                                         |
| 1994  | Jackie Kay             | Other Lovers                                                                                            |
| 1994  | A. L. Kennedy          | Looking For the Possible Dance                                                                          |
| 1994  | Philip Marsden         | Crossing Place                                                                                          |
| 1995  | Patrick French         | Younghusband                                                                                            |
| 1995  | Simon Garfield         | The End of Innocence                                                                                    |
| 1995  | Kathleen Jamie         | The Queen of Sheba                                                                                      |
| 1995  | Laura Thompson         | The Dogs                                                                                                |
| 1996  | Katherine Pierpoint    | Truffle Beds                                                                                            |
| 1996  | Alan Warner            | Morvern Callar                                                                                          |
| 1997  | Rhidian Brook          | The Testimony of Taliesin Jones                                                                         |
| 1997  | Kate Clanchy           | Slattern                                                                                                |
| 1997  | Philip Hensher         | Kitchen Venom                                                                                           |
| 1997  | Francis Spufford       | I May Be Some Time                                                                                      |
| 1998  | Rachel Cusk            | The Country Life                                                                                        |
| 1998  | Jonathan Rendall       | This Bloody Mary Is the Last Thing I Own                                                                |
| 1998  | Kate Summerscale       | The Queen of Whale Cay                                                                                  |
| 1998  | Robert Twigger         | Angry White Pyjamas                                                                                     |
| 1999  | Andrea Ashworth        | Once in a House on Fire                                                                                 |
| 1999  | Paul Farley            | The Boy from the Chemist is Here to See You                                                             |
| 1999  | Giles Foden            | Le Dernier Roi d'Écosse                                                                                 |
| 1999  | Jonathan Freedland     | Bring Home the Revolution                                                                               |
| 2000  | Bella Bathurst         | The Lighthouse Stevensons                                                                               |
| 2000  | Sarah Waters           | Affinity                                                                                                |
| 2001  | Edward Platt           | Leadville—A Biography of the A40                                                                        |
| 2001  | Ben Rice               | Pobby And Dingan                                                                                        |
| 2002  | Charlotte Hobson       | Black Earth City                                                                                        |
| 2002  | Marcel Theroux         | The Confessions of Mycroft Holmes: a paper chase                                                        |
| 2003  | William Fiennes        | The Snow Geese                                                                                          |
| 2003  | Hari Kunzru            | The Impressionist                                                                                       |
| 2003  | Jon McGregor           | If Nobody Speaks of Remarkable Things                                                                   |
| 2004  | Charlotte Mendelson    | Daughters of Jerusalem                                                                                  |
| 2004  | Mark Blayney           | Two Kinds of Silence                                                                                    |
| 2004  | Robert Macfarlane      | Mountains of the Mind                                                                                   |
| 2005  | Justin Hill            | Passing Under Heaven                                                                                    |
| 2005  | Maggie O'Farrell       | The Distance Between Us                                                                                 |
| 2006  | Chris Cleave           | Incendiary                                                                                              |
| 2006  | Zadie Smith            | On Beauty                                                                                               |
| 2006  | Owen Sheers            | Skirrid Hill                                                                                            |
| 2007  | Horatio Clare          | Running For The Hills                                                                                   |
| 2007  | James Scudamore        | The Amnesia Clinic                                                                                      |
| 2008  | Gwendoline Riley       | Joshua Spassky                                                                                          |
| 2008  | Steven Hall            | The Raw Shark Texts                                                                                     |
| 2008  | Nick Laird             | On purpose                                                                                              |
| 2008  | Adam Thirwell          | Miss Herbert                                                                                            |
| 2009  | Adam Foulds            | The Broken Word                                                                                         |
| 2009  | Alice Albinia          | Empires of the Indus                                                                                    |
| 2009  | Rodge Glass            | Alasdair Gray: A Secretary's Biography                                                                  |
| 2009  | Henry Hitchings        | The Secret Life of Words                                                                                |
| 2009  | Thomas Leveritt        | The Exchange-Rate Between Love and Money                                                                |
| 2009  | Helen Walsh            | Once Upon a Time in England                                                                             |
| 2010  | Jacob Polley           | Talk of the Town                                                                                        |
| 2010  | Helen Oyeyemi          | White is for Witching                                                                                   |
| 2010  | Ben Wilson             | What Price Liberty?                                                                                     |
| 2011  | Mirian Gamble          | The Squirrels Are Dead                                                                                  |
| 2011  | Alexandra Harris       | Romantic Moderns                                                                                        |
| 2011  | Adam O’Riordan         | In the Flesh                                                                                            |
| 2012  | Prix non remis         | Prix non remis                                                                                          |
| 2013  | Ned Beauman            | The Teleportation Accident                                                                              |
| 2013  | Abi Curtis             | The Glass Delusion                                                                                      |
| 2013  | Joe Stretch            | The Adult                                                                                               |
| 2013  | Lucy Wood              | Diving Belles                                                                                           |
| 2014  | Nadifa Mohamed         | The Orchard of Lost Souls                                                                               |
| 2014  | Daisy Hildyard         | Hunters in the Snow Grass                                                                               |
| 2014  | Amy Sackville          | Orkney                                                                                                  |
| 2015  | Jonathan Beckman       | How to Ruin a Queen: Marie Antoinette, the Stolen Diamonds and the Scandal that Shook the French Throne |
| 2015  | Liz Berry              | Black Country                                                                                           |
| 2015  | Ben Brooks             | Lolito                                                                                                  |
| 2015  | Zoe Pilger             | Eat My Heart Out                                                                                        |

## Sources
1. ↑  (en) Prizes, grants and awards, Society of Authors, consulté le 16 janvier 2008.